# Anka Žagar
Anka Žagar, hrvaška pesnica, * 6. junij 1954, Zamost v Gorskem Kotarju.

## Življenjepis
Anka Žagar je diplomirala iz jugoslovanskih jezikov in književnosti ter primerjalno književnost na Filozofski fakulteti v Zagrebu. Dela kot knjižničarka v Zagrebu. Je ena od najpomembnejših sodobnih hrvaških pesnic. 
Je prejemnica najvišje hrvaške državne nagrade »Vladimir Nazor« leta 2008 za področje književnosti, na pesniških srečanjih Goranova pomlad v Lukovdolu (rojstni kraj hrvaškega pesnika Ivana Gorana Kovačića, 1913-1943) pa je prejela nagrado Goran za mlade pesnike (Goran za mlade pjesnike) leta 1984 in Goranov venec (Goranov vijenac) leta 1994.

## Dela
- Išla i … sve zaboravila (Šla in … vse pozabila), Zagreb 1983
- Onaon, Zagreb 1984
- Zemunice u snu (Zemljanke v sanjah), Zagreb 1987
- Bešumno bijelo (Brezšumno belo), Zagreb 1990
- Nebnice, Zagreb 1990
- Guar, rosna životinja (Guar, rosna žival), Zagreb 1992
- Stišavanje izvora, Utišanje izvira, Zagreb 1966
- Male proze kojima se kiša uspinja natrag u nebo (Majhne proze katerim se dež vzpenja nazaj v nebo), Zagreb 2000
- Utjeha kaosa (antologija) (Tolažba kaosa), Zagreb 2006
- Stvarnice, nemirna površina, Zagreb 2008
- Crta je moja prva noć (Črta je moja prva noč), Zagreb 2012
- Pjevaju razlike tihotapke (Pojejo razlike tihotapke), Zagreb 2015

Leta 1996 so izšla nekatera njena dela v prevodu poljske literatke in prevajalke Lucje Danielewske v poljščini pod skupnim naslovom Zywe zradla.